# Venturia anemones
Venturia anemones är en svampart som beskrevs av E. Müll. 1955. Venturia anemones ingår i släktet Venturia och familjen Venturiaceae.   Inga underarter finns listade i Catalogue of Life.